# 賓漢 (迷你影集)
《賓漢》（英語：Ben Hur）是一套於2010年首播的迷你影集，改編自盧·華萊士發表於1880年的小說《賓漢：基督的故事》，由 Alchemy Television Group、Drimtim Entertainment 和繆思娛樂聯合出品。影集在加拿大於2010年4月4日由加拿大廣播公司的電視聯播網首播，同年在美國由美國廣播公司播映。
史蒂夫·希爾擔任影集導演，阿蘭·夏普編劇，克莉斯汀·克魯克、雷·溫斯頓、阿德·馬利克、休·博內威利等出演，喬瑟夫·摩根飾演主角猶達·賓-漢。

## 演員
- 喬瑟夫·摩根 飾 猶達·賓漢（英语：Judah Ben-Hur）
- 史蒂芬·坎博·摩爾（英语：Stephen Campbell Moore） 飾 梅薩拉（英语：Messala (Ben-Hur)）
- 艾蜜莉·芬凱普 飾 艾絲特
- 克莉斯汀·克魯克 飾 蒂爾莎
- 休·博內威利 飾 本丟·彼拉多
- 阿德·馬利克（英语：Art Malik） 飾 希耶克·艾德林
- 雷·溫斯頓 飾 崑圖斯·阿利烏斯（英语：Quintus Arrius (Ben-Hur)）

## 外部連結
- 互联网电影数据库（IMDb）上《賓漢》的资料（英文）
- 開眼電影網上《賓漢》的資料（繁體中文）